# Phryxe tenebricosa
Phryxe tenebricosa là một loài ruồi trong họ Tachinidae.